# Çatakköprü, Silvan
Çatakköprü là một xã thuộc huyện Silvan, tỉnh Diyarbakır, Thổ Nhĩ Kỳ. Dân số thời điểm năm 2008 là 2.031 người.